# Спартокиды
Спартокиды (греч. Σπαρτοκίδαι) — династия правителей Боспорского государства (438—109 до н. э.), сменившая Археанактидов.
Основатель царской династии Спарток I (правил в 438—433 до н. э.) был, наиболее вероятно, эллинизованным выходцем из местных, меотских племен. Имена членов династии Спартокидов — фракийские и греческие.

## Этническая принадлежность
Впервые мысль о (меотском) происхождения Спартокидов была сформулирована ещё в 1830-е годы швейцарским археологом и историком Ф. Дюбуа де Монпере.
Научные выводы, подтверждающие эту мысль, были сделаны позже, в 1949 году, М. И. Артамоновым после анализа большой группы источников. М. И. Артамонов в своей работе «К вопросу о происхождении боспорских Спартокидов» обратил внимание научной общественности на то обстоятельство, что среди варварских имен Северного Причерноморья (особенно Приазовья), было известно немало имен с таким же, как в имени Спартокос (Спарток) окончанием «окос» «акос», а также на то, что только меотское происхождение снимало загадочность с той мощной военной поддержки, которую меотские племена оказывали представителям этой династии.
Позже, в 1960 году, И. А. Джавахшивили также аргументированно показал, что данные боспорского периода содержат большое количество совпадений между сарматскими и средневековыми адыгскими именами.
В настоящее время меотское происхождение Спартокидов признано большинством ученых, на этот вывод опираются новые научные работы. В то же время, существует и другая точка зрения.

## Достижения династии

Боспорское царство

Спартокиды достаточно гибко проводили внутреннюю и внешнюю политику, соответствовавшую интересам класса рабовладельцев. Сами Спартокиды были крупными землевладельцами и поставщиками хлеба. При Спартокидах были установлены договорные торговые взаимоотношения с Афинами, была завоёвана Феодосия, присоединены синды и другие племена Прикубанья.
В царствование Евмела (310—304 до н. э.) произошли последние завоевания — в восточной части Приазовья. При Спартоке III (304—284 до н. э.) вошёл в употребление единый царский титул — базилевс. После Спартока IV (около 245—240 до н. э.) правил его брат Левкон II (около 240—220 до н. э.), при котором впервые на Боспоре стали от имени царя чеканить монеты.
Во II веке до н. э. правили Спарток V, Перисад III, Перисад IV и последний представитель династии Спартокидов — Перисад V (около 125—109 до н. э.), убитый во время восстания Савмака. После подавления восстания Савмака Боспорское государство оказалось под властью понтийского царя Митридата VI Евпатора.

## Династия Спартокидов
- Спарток I
- Селевк
- Сатир I
- Левкон I
- Горгипп
- Спарток II
- Перисад I
- Сатир II
- Притан
- Евмел
- Спарток III
- Перисад II
- Спарток IV
- Левкон II
- Гигиенонт
- Спарток V
- Перисад III
- Перисад IV
- Перисад V